# Todrick Hall
Todrick Hall, född 4 april 1985 i Arlington, Texas, är en amerikansk sångare, skådespelare, regissör, koreograf och YouTube-personlighet. Han gjorde audition till nionde säsongen av American Idol där han tog sig till semifinal. Sedan dess har Hall uppträtt på Broadway och YouTube.

## Filmografi
TV
- 2015 – Hit RECord on TV
- 2015 – MTV's Todrick
- 2016 – Dance-Off Juniors
- 2016 – Sing It!
- 2016 – Christmas All Over Again
- 2016 – Todrick Hall: Behind the Curtain
- 2017 – Bob's Burgers
- 2018 – Muppet Babies

Teater
- 2008 – The Color Purple
- 2010–2011 – Memphis
- 2016–2017 – Kinky Boots
- 2017–2018 – Chicago

## Diskografi
Studioalbum
- 2010 – Somebody's Christmas
- 2016 – Straight Outta Oz
- 2018 – Forbidden